# William Starling Sullivant
William Starling Sullivant (Franklinton, hoy Columbus, Ohio, 15 de enero de 1803-Franklinton, 30 de abril de 1873) fue un briólogo estadounidense.
Era hijo de Lucas Sullivant (rico empresario) y de Sarah Starling. Estudia en la Universidad de Ohio, Athens, Ohio. En 1823 es Bachelor of Arts en Yale.
A la muerte de su padre, hereda sus empresas de molinería, carretas, bancarias, de ingeniería civil; y sus ricas propiedades. Sullivant se casa tres veces: Jane Marshall, 1824 (fallece en 1825); Eliza Griscom Wheeler (ilustradora botánica), 1834 (fallece en 1850), quien lo alienta fervorosamente en su amor a la Botánica; Caroline Eudora Sutton, 1851 (supértite, fallece en 1891). De esas uniones tuvo trece hijos.
Fue un experto en musgos y en Marchantiophyta (hepáticas).

## Algunas publicaciones
- A Catalogue of Plants, Native and Naturalized, in the Vicinity of Columbus, Ohio, 1840
- Musci Alleghanienses, 1845-1846
- Musci, de la 1.ª y 2.ª ed. de Manuel of Botany of the Northern United States, 1848 y 1856). Todas sus ilustraciones son de la mano de su segunda mujer, Eliza Griscom Wheeler
- Icones Muscorum, 1864, 129 grabados en cuero
- Supplemental, 1874, póstuma

Había emprendido la redacción de un Manual of Mosses of North America mas la muerte no dejó terminarlo. A demanda de A. Gray, Charles Léo Lesquereux (1806-1889) y Thomas Potts James (1803-1882) lo completaron.
En 1898, se funda el "Capítulo de Musgos Sullivant", en el seno de la Agassiz Association. Ese club se rebautiza como "Sullivant Moss Society", en 1908, para devenir más tarde en la American Bryological and Lichenological Society.
Sullivant describió y nombró 270 especies de briófitas. Su rico herbario de 18.000 especies, está conservado en la Universidad Harvard.
- La abreviatura «Sull.» se emplea para indicar a William Starling Sullivant como autoridad en la descripción y clasificación científica de los vegetales.[1]

## Honores
El "Colegio Kenyon" le otorgó un doctorado honorífico en Derecho, en 1863.
Muchos géneros o especies le fueron dedicadas: Sullivantia de la familia de Saxifragaceae creado por John Torrey (1796-1873) y Samuel Frederick Gray (1766-1828) en 1842.